# Mitsubishi Fuso

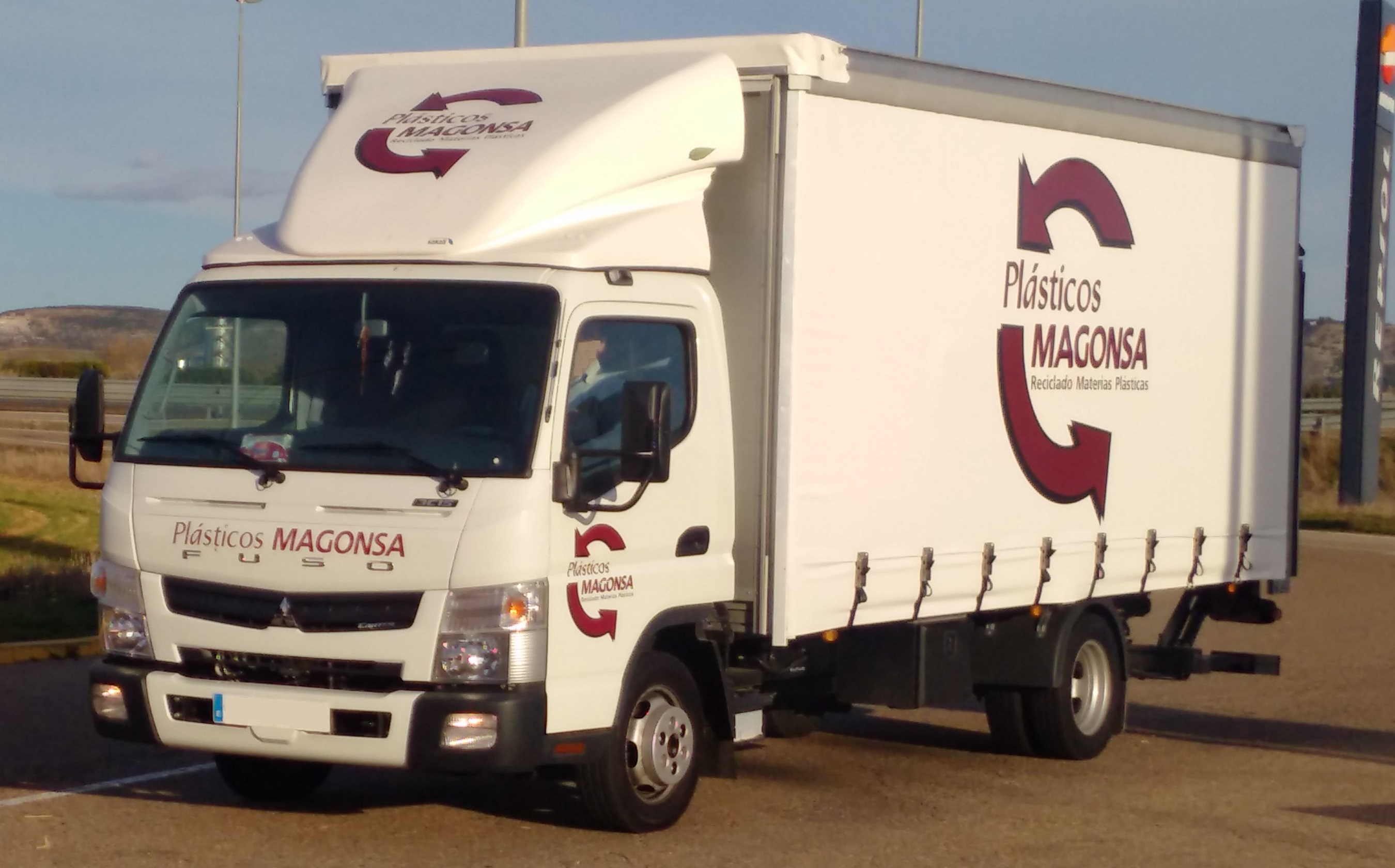
Fuso Canter, ottava generazione a Dueñas (Spagna)

La Mitsubishi Fuso Truck and Bus Corporation (三菱ふそうトラック・バス株式会社?, Mitsubishi Fusō Torakku・Basu Kabushiki gaisha) è un'azienda produttore di camion e autobus. Ha sede a Kawasaki, Kanagawa, in Giappone. Dal 2011 l’89.29% della proprietà appartiene alla tedesca Daimler AG, attraverso la divisione Daimler Trucks.

## Storia
Nel 1932, il primo autobus B46 (detto Fuso) fu costruito presso lo stabilimento Kobe Works della Mitsubishi Shipbuilding Company. Due anni dopo, la Mitsubishi Shipbuilding Company è stata ribattezzata Mitsubishi Heavy Industries (MHI). Nel 1937 tutte le produzioni di autoveicoli e mezzi commerciali della MHI furono trasferite alla Tokyo Works.
Nel 1949 fu fondata la Fuso Motors Sales Company che venne ribattezzata Mitsubishi Fuso Motors Sales Company nel 1952. Nel 1950, Mitsubishi Heavy Industries fu divisa in tre società: East Japan Heavy Industries, Central Japan Heavy Industries e West Japan Heavy Industries. Due anni dopo, le industrie pesanti del Giappone centrale furono ribattezzate Shin Mitsubishi Heavy Industries; West Japan Heavy Industries è stata ribattezzata Mitsubishi Shipbuilding and Engineering Company e la East Japan Heavy Industries è stata ribattezzata Mitsubishi Nippon Heavy Industries (MNHI). I veicoli prodotti delle società sono stati venduti con il marchio Mitsubishi Fuso Motor Sales (noto semplicemente come Fuso) essendo divenuto molto popolare e noto.
Nel 1957, MNHI ha integrato le aziende di Tokyo e Kawasaki e sette anni dopo, Mitsubishi Nippon Heavy Industries, Shin Mitsubishi Heavy Industries e Mitsubishi Shipbuilding and Engineering Company si sono fuse per formare Mitsubishi Fuso Heavy Industries; Le vendite di Mitsubishi Fuso Motors si dividono in due divisioni: Shin e Fuso Motors Sales Company condividendo il logo e la rete di vendita e distribuzione. Shin ha distribuito veicoli leggeri con il marchio Mitsubishi e Fuso ha distribuito veicoli e mezzi pesanti con il marchio Fuso. Nel 1970 MHI firmò un accordo di joint-venture con Chrysler Corporation, stabilendo la Mitsubishi Motors Corporation (MMC), e MHI trasferì le sue attività automobilistiche a MMC.
Nel 1975, MMC aprì lo stabilimento di Nakatsu. Nel 1985, MMC e Mitsubishi Corporation hanno costituito negli Stati Uniti la società di capitali Mitsubishi Trucks of America. Otto anni dopo, MMC e Chrysler hanno sciolto la loro partnership azionaria. L'anno seguente, MMC e Mitsubishi si unirono per progettare, costruire e distribuire Mitsubishi Lancer.
Nel 1999 MMC e Volvo Group si allearono per la produzione di camion e autobus e la Volvo acquisì il cinque percento di MMC. Due anni dopo, DaimlerChrysler sostituì Volvo come partner.
Nel 2003 è stata fondata la Mitsubishi Fuso Truck and Bus Corporation (MFTBC). DaimlerChrysler, Mitsubishi Motors Corporation e altre società Mitsubishi hanno acquisito rispettivamente il 43, il 42 e il 15 percento di azioni in MFTBC. Nel 2005, Mitsubishi Motors Corporation ha trasferito le sue azioni MFTBC a DaimlerChrysler nell'ambito del loro accordo di risarcimento per danni finanziari derivanti da problemi di qualità e richiami presso MFTBC. DaimlerChrylser e le società Mitsubishi detengono quote rispettivamente dell'89 e dell'11 percento. Nel 2006, la MFTBC trasferì il suo quartier generale da Tokyo a Kawasaki, Kanagawa; l'anno successivo, DaimlerChrysler vendette la sua partecipazione di maggioranza in Chrysler Corporation a Cerberus Capital Management. La società fu ribattezzata Daimler AG e il gruppo DaimlerChrysler Truck fu ribattezzato Daimler Trucks; MFTBC fa parte della divisione Daimler Trucks di Daimler AG.

## Stabilimenti
I camion Fuso sono sviluppati e costruiti principalmente nelle seguenti strutture giapponesi:
- Kitsuregawa Proving Ground
- Kawasaki, fabbrica e centro di ricerca e sviluppo
- Nakatsu, Aikawa, Kanagawa[3]
- Mitsubishi Fuso Bus Manufacturing Company a Toyama, Toyama

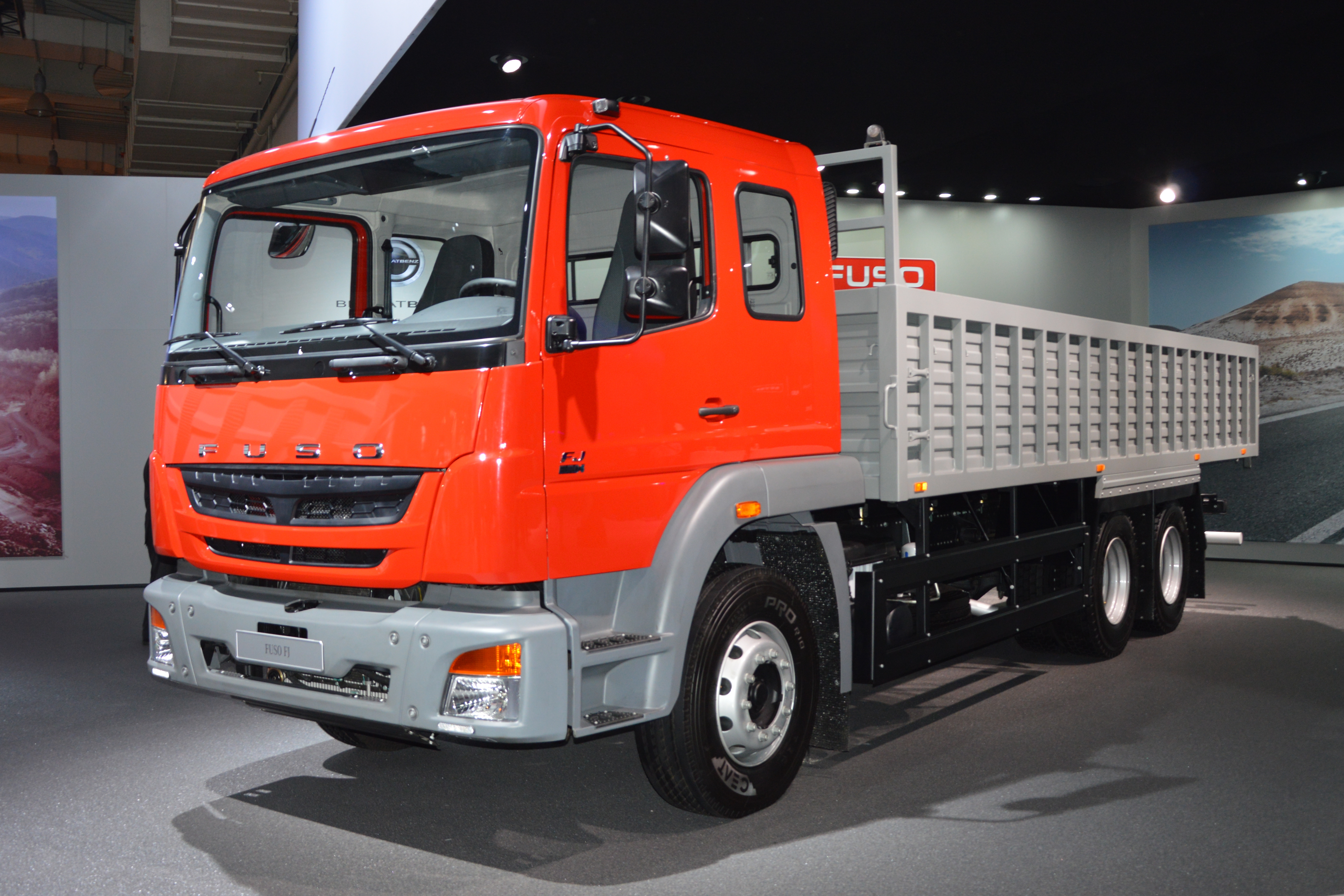
Camion Fuso FJ, prodotto in India, al Motor Show Internazionale 2014 di Hannover

I camion da lavoro Mitsubishi Fuso Canter sono fabbricati in Egitto, Portogallo, Filippine, Venezuela, Turchia e Russia. Sono commercializzati in Giappone, Europa, Australia, Nuova Zelanda, Indonesia e numerosi altri paesi asiatici, nonché negli Stati Uniti.
Sono inoltre prodotti in India nello stabilimento di veicoli commerciali Daimler India a Oragadam, vicino a Chennai. Quei veicoli sono venduti in Africa orientale e nel sud-est asiatico. La sede commerciale e di marketing europea di Mitsubishi Fuso si trova a Stoccarda.

## Distribuzione globale
Al di fuori del Giappone, i veicoli prodotti dalla società sono venduti in:
- Stati Uniti, Canada e Porto Rico di Mitsubishi Fuso Truck of America, Inc. a Logan Township, New Jersey
- America Latina di Mitsubishi Motors, Daimler e rivenditori indipendenti (in Messico, alcuni veicoli Fuso sono offerti con il marchio del mercantile, al fine di sostituire l'immagine Sterling Trucks che in precedenza aveva contrassegnato alcuni camion come Canter e Super Great)
- Asia da Mitsubishi Motors, Mitsubishi Fuso Company e rivenditori indipendenti Daimler
- Medio Oriente di Mitsubishi Motors e rivenditori indipendenti
- Africa di Mitsubishi e rivenditori indipendenti, in Ruanda di Akagera Business Group
- Oceania di Daimler-Mercedes-Benz, Mitsubishi Motors, Fuso e rivenditori indipendenti
- Europa di Mitsubishi Motors, Daimler-Mercedes-Benz e rivenditori indipendenti